# Светски куп у биатлону 2012/13 — 9. коло
Девето коло Светског купа у биатлону 2012/13. одржано је од 14. до 17. марта 2013. године у Ханти-Мансијску Русија.

## Сатница такмичења
| Датум    | Време (CET) | Дисциплина                    |
| -------- | ----------- | ----------------------------- |
| 14. март | 13:15       | Спринт 7,5 км, жене           |
| 15. март | 13:30       | Спринт 10 км, мушкарци        |
| 16. март | 11:30       | Потера 10 км, жене            |
| 16. март | 13:30       | Потера 12,5 км, мушкарци'     |
| 17. март | 10:30       | Масовни старт 12,5 км, жене   |
| 17. март | 13:30       | Масовни старт 15 км, мушкарци |

## Резултати такмичења

### Мушкарци
| Дисциплина:                | Злато:                    | Време             | Сребро:                         | Време             | Бронза:                        | Време             |
| Спринт 10 км детаљи        | Мартен Фуркад · Француска | 24:22,6 (0+0)     | Лукас Хофер · Италија           | 25:02,2 (0+0)     | Андреас Бирнбахер · Немачка    | 25:06,4 (0+0)     |
| Потера 12,5 км детаљи      | Кристоф Зуман · Аустрија  | 34:47,9 (0+0+0+0) | Симон Фуркад · Француска        | 35:23,6 (0+0+0+0) | Мартен Фуркад · Француска      | 35:28,3 (1+1+2+1) |
| Потера 12,5 км детаљи      | Кристоф Зуман · Аустрија  | 34:47,9 (0+0+0+0) | Симон Фуркад · Француска        | 35:23,6 (0+0+0+0) | Михал Шлесингер · Чешка        | 35:28.3 (0+0+1+2) |
| Масовни старт 15 км детаљи | Мартен Фуркад · Француска | 41:51,4 (0+1+0+0) | Доминик Ландертингер · Аустрија | 42:05,3 (0+0+1+0) | Емил Хегле Свендсен · Норвешка | 42:08,7 (0+0+1+0) |

### Жене
| Дисциплина:                  | Злато:                     | Време             | Сребро:                     | Време             | Бронза:                   | Време             |
| Спринт 7,5 км детаљи         | Габријела Сукалова · Чешка | 21:25,6 (0+0)     | Андреа Хенкел · Немачка     | 21:42,8 (0+0)     | Миријам Геснер · Немачка  | 21:49,2 (0+1)     |
| Потера 10 км детаљи          | Габријела Сукалова · Чешка | 30:58,8 (0+1+0+1) | Олга Виљухина · Русија      | 31:05,8 (0+1+2+0) | Тора Бергер · Норвешка    | 31:13,6 (1+0+0+1) |
| Масовни старт 12,5 км детаљи | Габријела Сукалова · Чешка | 38:22,4 (0+0+0+0) | Мари Дорен Абер · Француска | 38:33,6 (0+0+1+0) | Кајса Мекерејнен · Финска | 38:45,3 (0+0+1+1) |

## Успеси
Навећи успеси свих времена
| - Лукас Хофер, Италија, 2. место у спринту - Vetle Sjastad Christiansen, Норвешка, 10. место у спринту | - Олга Виљухина, Русија, 2. место у потери - Дарја Усанова, Казахстан, 17. место у спринту - Олга Подчуфарова, Русија, 30. место у спринту - Десислава Стојанова, Бугарска, 62. место у спринту |